# Mokhsogol·lokh
Mokhsogol·lokh - Мохсоголлох (rus) és un possiólok, un poble, rus a la República de Sakhà. Es troba a la vora del riu Lena, a 24 km al nord de Pokrovsk.